# Distretto di Kwimba
Il distretto di  Kwimba è un distretto della Tanzania situato nella regione di Mwanza. È suddiviso in 30 circoscrizioni (wards) e conta una popolazione di 406 509 abitanti (censimento 2012). 
Elenco delle circoscrizioni:
- Bugando
- Bungulwa
- Bupamwa
- Fukalo
- Hungumalwa
- Igongwa
- Ilula
- Iseni
- Kikubiji
- Lyoma
- Maligisu
- Malya
- Mantare
- Mhande
- Mwabomba
- Mwagi
- Mwakilyambiti
- Mwamala
- Mwandu
- Mwang'halanga
- Mwankulwe
- Ng'hundi
- Ngudu
- Ngulla
- Nkalalo
- Nyambiti
- Nyamilama
- Shilembo
- Sumve
- Walla